# Havelí

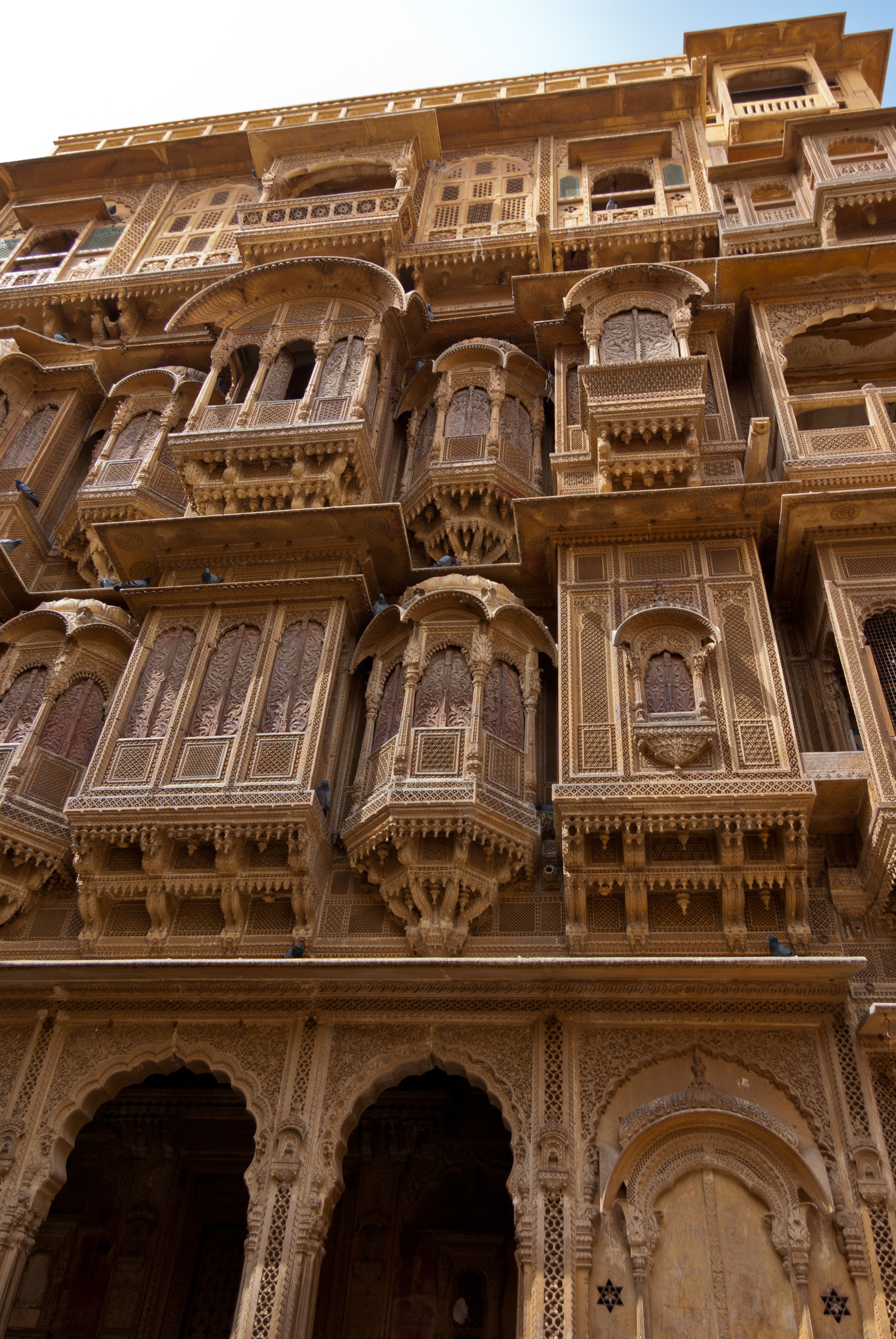
Haveli de Patwon Ji ki, en Jaisalmer, Rayastán, India.

Un haveli es una residencia urbana o mansión tradicional en India, Pakistán, Nepal y Bangladés, normalmente con cierta importancia histórica y arquitectónica. La palabra haveli se deriva del término árabe hawali, que significa "partición" o "espacio privado" y que se popularizó bajo el Imperio mogol desprovisto de cualquier connotación arquitectónica. Posteriormente, la palabra haveli empezó a ser utilizada como término genérico para referirse a varios estilos de mansiones regionales, residencias urbanas y templos localizados en India, Pakistán, Nepal y Bangladés.

## Historia

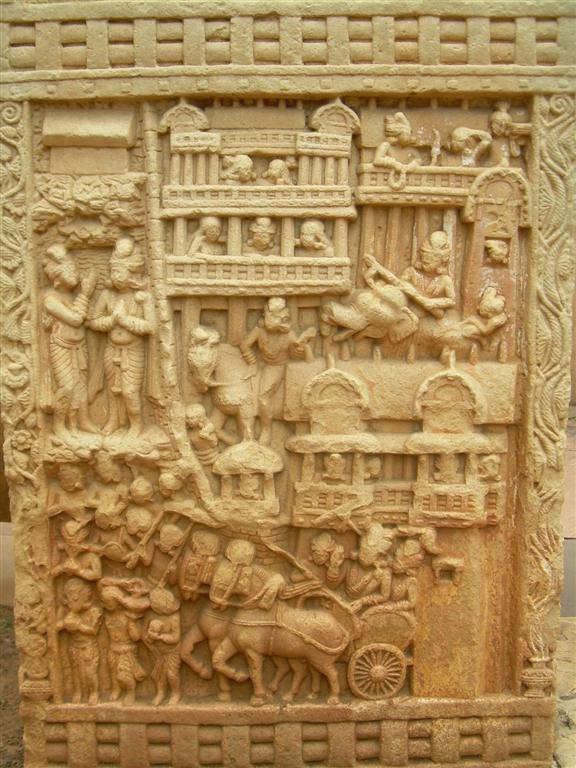
Estructuras con varios pisos y balconadas del Imperio Maurya, siglo III a. C.

Los patios son un elemento común de las casas de Asia del sur, tanto si se trata de mansiones como de casas rurales. Las casas con patio tradicionales de Asia del sur estuvieron influidas por los antiguos principios del Vastu Shastra que establecen que todos los espacios emergen de un único punto que es el centro de la casa.
La evidencia arqueológica más antigua de casas con patio en la región data de 3300 a. C. Las casas tradicionales en Asia Del sur se construyen alrededor de un patio y todas las actividades familiares giran alrededor de este chowk o patio. Además, el patio sirve como patio de luces y ayuda a ventilar la casa atendiendo al clima cálido y seco de la región.
Durante el periodo medieval, el término Haveli fue usado originariamente en Rajputana por parte de la secta Vaishnava (visnuísmo) para referirse a sus templos en Guyarat, construidos bajo el Imperio mogol y bajo los Reinos de Rajputana. El término genérico haveli acabó identificándose con las residencias urbanas y las mansiones de los mercaderes.

### Características

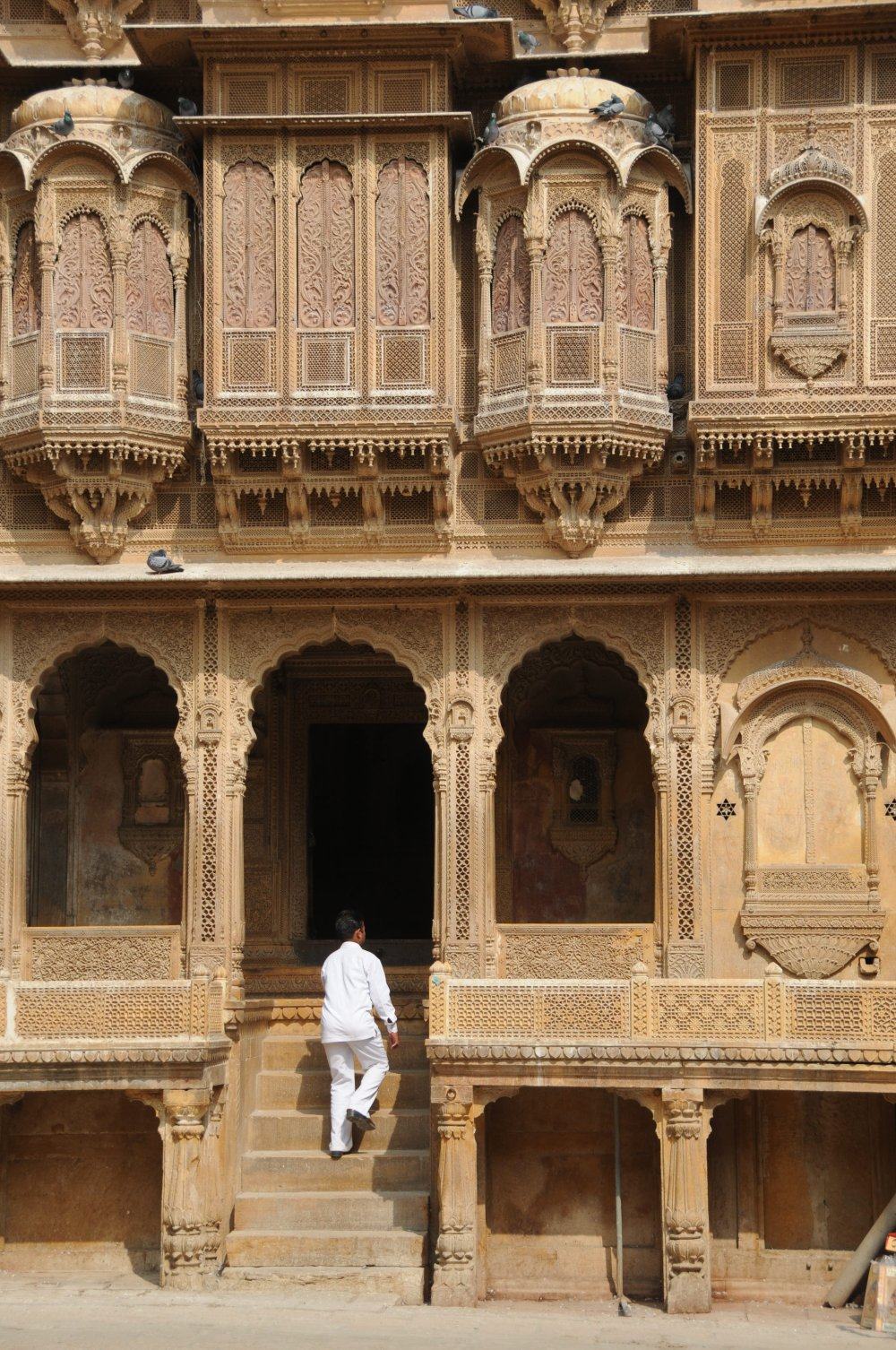
Haveli - residencia urbana con ventanas tipo Jharokha

- Aspectos socioculturales: el chowk o patio servía como centro de varias ceremonias y rituales. En estos patios se colocaba la tulsi, considerada una planta sagrada, que era venerada diariamente para traer prosperidad a la casa.
- Seguridad e intimidad: el chowk, en ocasiones, separaba las zonas de hombres y de mujeres, proporcionándoles intimidad.
- Clima: estos espacios abiertos eran utilizados como parte del diseño de la construcción para hacer frente al clima local. El movimiento del aire provocado por la diferencia de temperaturas se utilizaba como ventilación natural del edificio.
- Distintas actividades en distintos momentos: el uso del patio durante las horas de luz, sobre todo por parte de las mujeres para llevar a cabo su trabajo, permitía la interacción con otras mujeres en espacios abiertos privados. Las mansiones de los mercaderes tenían más de un patio.
- Articulación del espacio: el patio Mor, en el Palacio de la Ciudad, en Udaipur, servía como salón de baile. De modo parecido, en los havelis el patio puede tener varias funciones, siendo generalmente utilizados para bodas y ocasiones festivas.
- Materiales: el ladrillo cocido, la arenisca, el mármol, la madera, el yeso y el granito son materiales usados con frecuencia. Los aspectos decorativos están influidos por varias culturas y tradiciones locales.

Todos estos elementos se unen para formar un recinto cerrado y dotar al chowk de una sensación de seguridad. La forma arquitectónica en la que se construyen los havelis evolucionó atendiendo al clima, al estilo de vida y a la disponibilidad de materiales. En climas calientes donde la refrigeración es una necesidad, los edificios con patios internos se consideraron los más apropiados. Actuaba como una forma perfecta de conseguir sombra (en las arcadas alrededor del patio), iluminando al mismo tiempo el interior de la casa. La arcada a lo largo del patio o los muros altos a su alrededor mantenían el interior de la casa frescos.
Muchos del havelis de India y Pakistán estuvieron influidos por la arquitectura del Rayastán. Generalmente cuentan con un patio que, a menudo, tiene una fuente en el centro. Las viejas ciudades de Agra, Lucknow y Delhi en India y de Lahore, Multan, Peshawar e Hyderabad en Pakistán conservan excelentes ejemplos de havelis de estilo rayastaní.

## Havelis destacados de India
En la parte norte de India destacan los havelis dedicados a Krishna con enormes mansiones. Estos havelis se caracterizan por sus frescos, que describen imágenes de dioses, diosas, animales, escenas de la colonización británica y las biografías de Rama y Krishna. La música típica de esta región solía ser conocida como Haveli Sangeet, precisamente por interpretarse en los havelis.

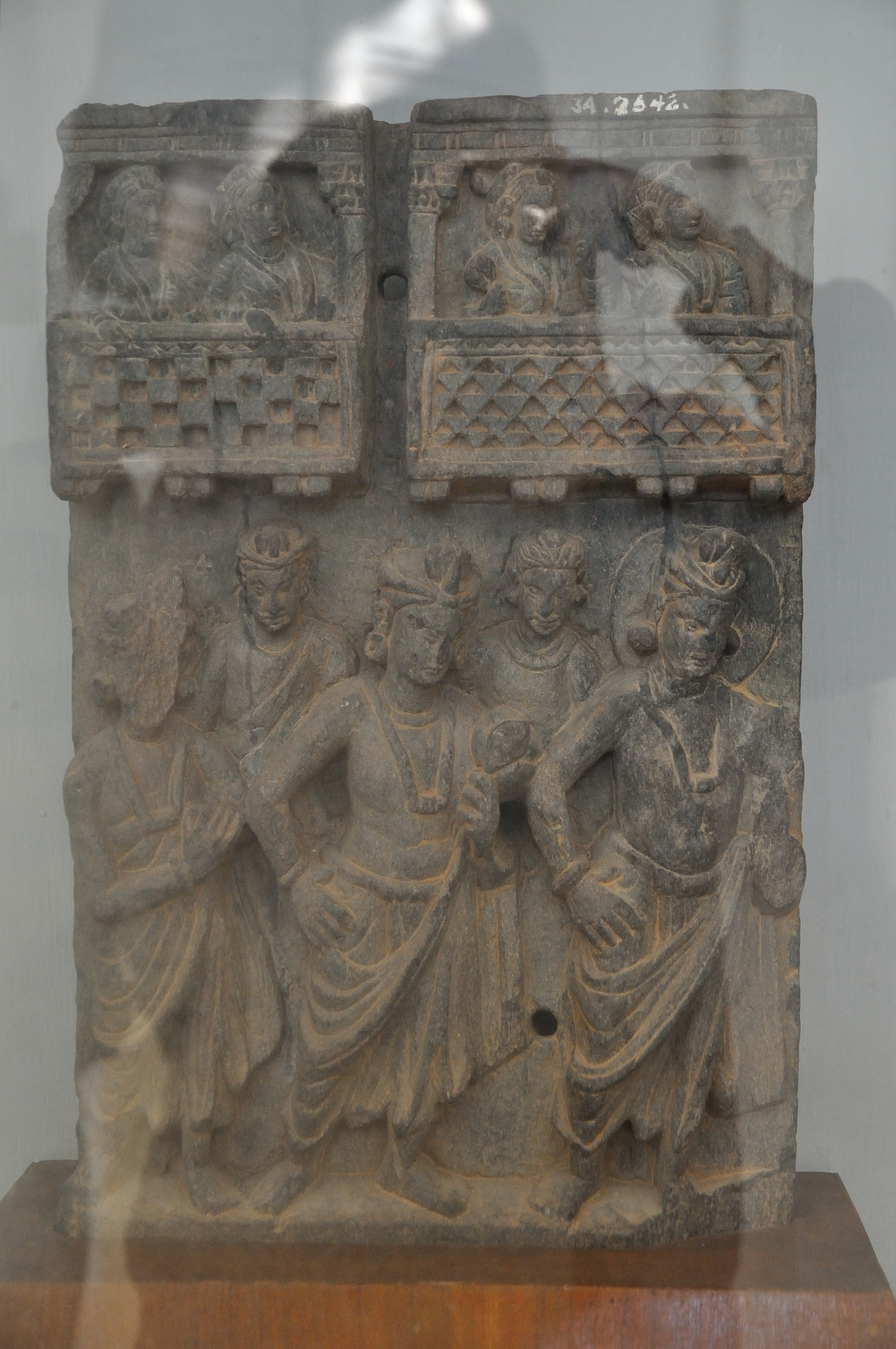
Relieve representando una forma temprana de las ventanas tipo Jharokha,.

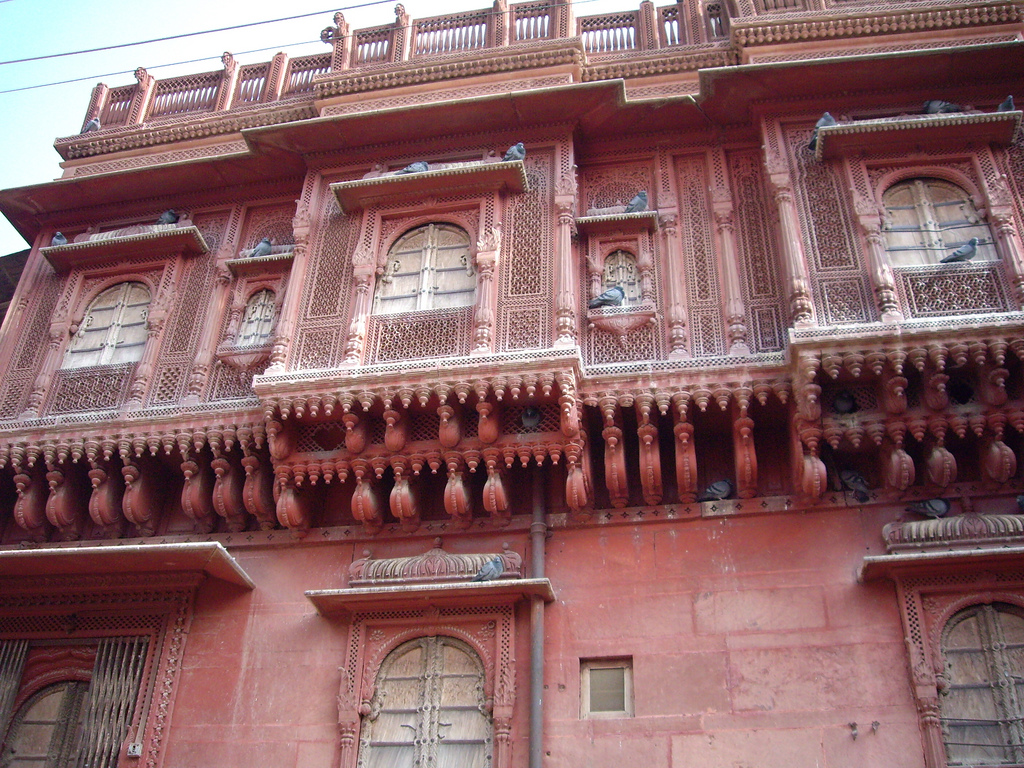
Un haveli en Phalodi, Rajputana

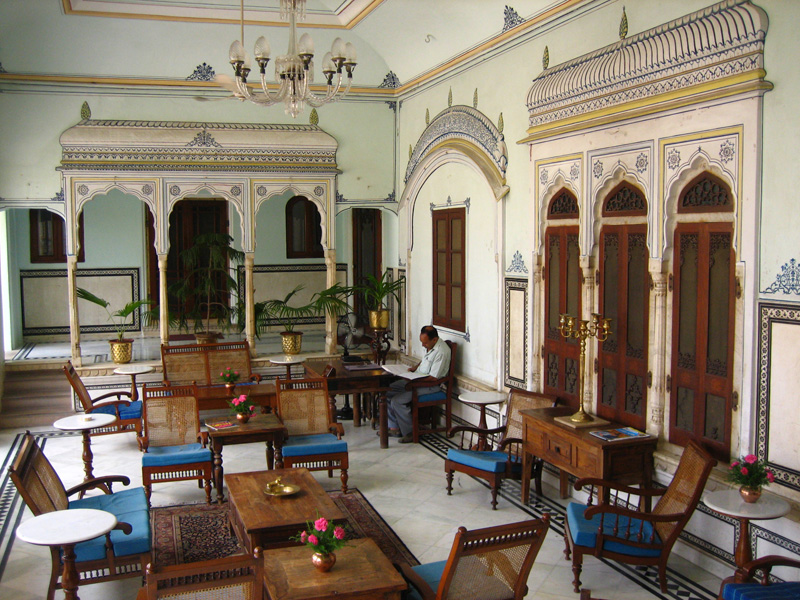
Salón en el Haveli Samode, Jaipur, Rajputana

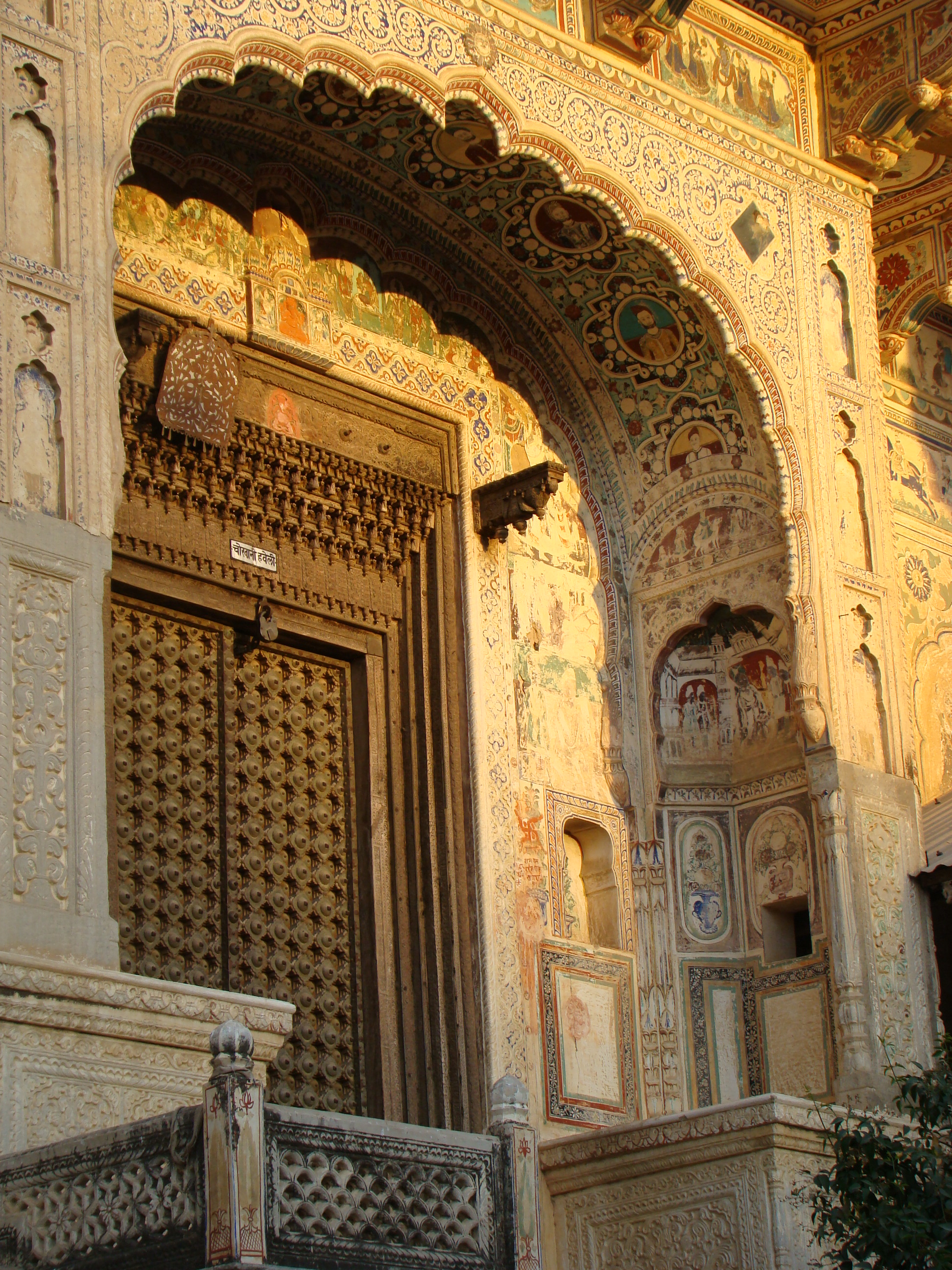
Haveli En Mandawa, Rajputana

Posteriormente, la  arquitectura de estos templos y sus frescos fueron imitados en la construcción de enormes mansiones privadas, lo que dio lugar a que el término havelí haya acabado identificándose popularmente con estas mansiones. Entre 1830 y 1930, los marwaris construyeron imponentes mansiones en su tierra natal, Shekhawati y Marwar. Estos edificios fueron llamados havelis. Los marwaris encargaron a artistas pintar esos edificios, fuertemente influidos por la arquitectura mogola.
Los havelis eran símbolos del status de los marwaris, así como casas para sus familias extendidas, proporcionando seguridad y comodidad a salvo del mundo exterior. Los havelis estaban cerrados por todos sus lados y solo contaban con una gran puerta principal en la fachada.
El típico haveli de Shekhawati constaba de dos patios — uno exterior para los hombres, qué servía como una extensión del zaguán, y otro interior, reservado a las mujeres. El haveli más grande podía tener hasta tres o cuatro patios y tener dos o tres pisos de alto. La mayoría de los havelis están vacíos hoy día o están cuidados por un guarda (habitualmente, hombres mayores). Asimismo, muchos otros han sido convertidos en hoteles y sitios de atracción turística.
Las ciudades y pueblos de Shekhawati son famosos por los bellos frescos en las paredes de su grandiosos havelis, al punto de haberse convertido en atracciones turísticas muy populares.
Hay algunos havelis destacables dentro y alrededor de la ciudadela de Jaisalmer (también conocida como "La ciudad dorada"), situada en Jaisalmer, Rayastán, de los que los tres más impresionantes son el Haveli Patwon Ji Ki, el Haveli Salim Singh Ki y el Haveli Nathmal-Ki. Se trataba de las lujosas casas de los mercaderes ricos de Jaisalmer. Las ostentosas tallas realizadas en arenisca con infinito detalle y laboriosamente engarzadas entre sí hasta dar lugar a diferentes composiciones, cada una más espléndida que la anterior, debían mostrar el status y la riqueza de sus dueños. Alrededor de Jaisalmer, se construyeron generalmente con bloques de arenisca amarilla tallados. Se caracterizan a menudo por las pinturas en sus paredes, los frescos, los jharokhas (balcones) y las arcadas.
El Haveli Patwon Ji ki es el más importante y el más grande, puesto que fue el primero en ser construido en Jaisalmer. No es un único haveli, sino un complejo formado por cinco pequeños havelis. El primero de ellos es también el más conocido y es llamado también el Haveli Kothari Patwa. Fue diseñado y construido en 1805 por Guman Chand Patwa, un acaudalado comerciante de joyas y finos brocados, y es el más grande y el más ostentoso. Patwa era un hombre rico y un comerciante renombrado de su tiempo y podía permitirse la construcción de plantas separadas para cada uno de sus 5 hijos, que se completaron a lo largo de 50 años. Las cinco casas se construyeron en los primeros 60 años del siglo XIX. El Haveli Patwon Ji Ki es famoso por las decoraciones pictóricas de sus paredes y por sus intrincados jharokhas (balcones), puertas y arcadas hechos de arenisca amarilla tallada. A pesar de que todo el edificio está hecho de arenisca amarilla, la puerta principal es de color marrón.

## Havelíes destacados de Pakistán

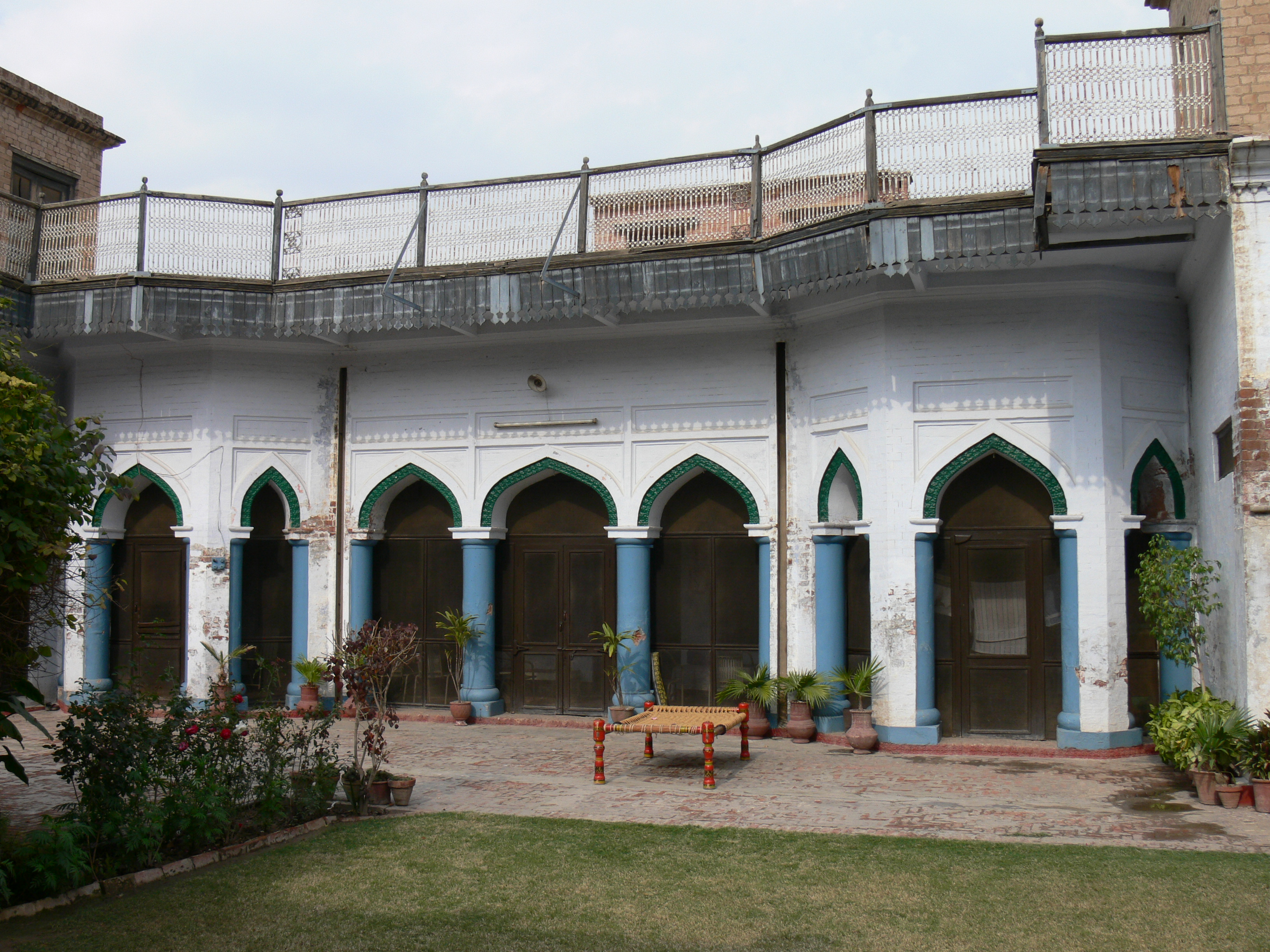
Saad Manzil, el haveli de Amir Habibullah Khan Saadi en Kamalia, Pakistán

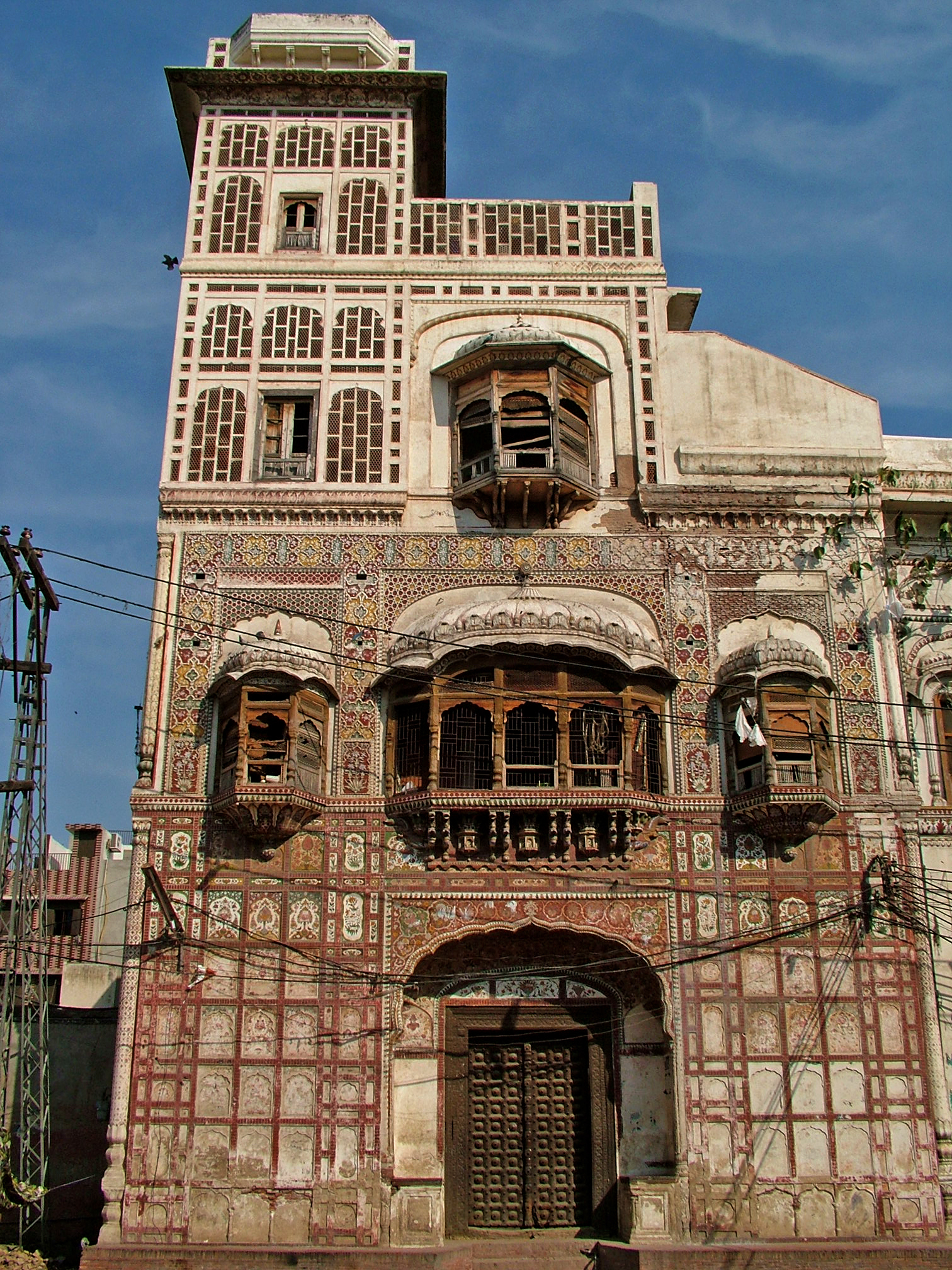
El Haveli de Nau Nihal Singh es el havelí más representativo del periodo Sij en Lahore.

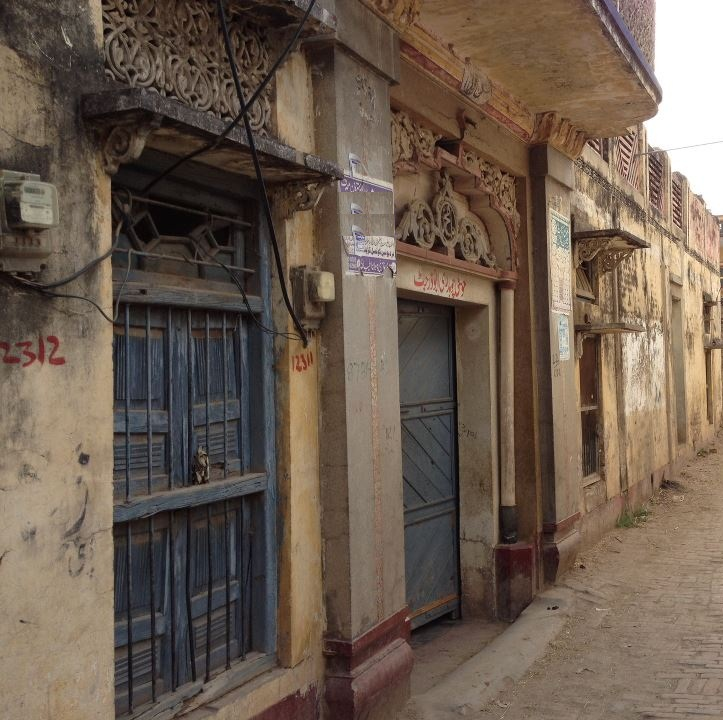
Haveli Janjua, de Haji Abdul Haq Janjua en Malowal, Gujrat, Pakistán

Un buen número de havelis, importantes desde un punto de vista arquitectónico e histórico, sobreviven aún hoy en Pakistán, la mayoría de ellos situados en la Provincia de Panyab y construidos durante el periodo mogol. El más representativo de los que se encuentran en Lahore, el Haveli de Nau Nihal Singh, data del periodo Sij, a mediados del siglo XIX, y está considerado uno de los mejores ejemplos de arquitectura sij en Lahore,  siendo el único havelí del periodo Sij que mantiene su arquitectura y su ornamentación originales.
Otros havelis de Pakistán relevantes histórica y arquitectónicamente: 
- Haveli Awais Meer en la ciudad amurallada de Lahore
- Haveli Kapoor  en Peshawar
- Haveli y muselo Fakir Khana, en Lahore
- Haveli Mubarak, en Lahore
- Haveli Asif Jah, en Lahore
- Haveli Wajid Ali Shah, en Lahore
- Haveli Choona Mandi, en Lahore
- Haveli Barood Khana, en Lahore
- Haveli Lal  o Havelí Chandu Di, en Lahore
- Haveli Man Singh, en Jhelum
- Haveli Lal, en Rawalpindi
- Saad Manzil, en Kamalia
- Khan Club, en Peshawar
- Haveli Janjua, en Malowal, Gujrat, Pakistán
- Haveli Mubashar Ali Janjua, en Matore, Kahuta, Rawalpindi

## Havelis en la cultura popular
Haveli es el título de una novela de Suzanne Fisher Staples, escrito como una secuela de su novela Shabanu: Daughter of the Wind, galardonada con el premio Newbery. La historia tiene lugar en un antiguo havelí en Lahore, Pakistán.